# Bình Phú, Tân Hồng
Bình Phú là một xã thuộc huyện Tân Hồng, tỉnh Đồng Tháp, Việt Nam.

## Địa lý
Xã Bình Phú nằm ở phía tây huyện Tân Hồng, có vị trí địa lý:
- Phía đông giáp xã Tân Hộ Cơ
- Phía tây giáp thành phố Hồng Ngự
- Phía nam giáp thị trấn Sa Rài và xã Tân Công Chí
- Phía bắc giáp Campuchia.

Xã có diện tích 43,55 km², dân số năm 1999 là 8.458 người, mật độ dân số đạt 194 người/km².

## Hành chính
Xã Bình Phú được chia thành 4 ấp: Công Tạo, Gò Da, Cả Găng, Thống Nhất.

## Lịch sử
Quyết định số 41-HĐBT ngày 22 tháng 04 năm 1989 của Hội đồng Bộ trưởng, chia tách xã Bình Phú thuộc huyện Tân Hồng:
1. Tách 2.100 hécta với 7.000 người của xã Tân Hộ Cơ
2. Tách 800 hécta với 860 người của xã Tân Công Chí
3. Đồng thời lấy thêm 620 hécta với 350 người của xã Bình Thạnh (huyện Hồng Ngự cũ) để thành lập xã mới
4. Xã Bình Phú có 3.520 hécta diện tích tự nhiên và 8.210 người.

## Giao thông
Xã có Quốc lộ 30 chạy ngang. Ngoài ra, còn có hệ thống kênh rạch phục vụ việc giao thông bằng đường thủy và cũng là nguồn nước cho nông nghiệp.